# Demandez le programme
Albums de Agnès Bihl
Merci Maman Merci Papa
(2007) Rêve Général(e)
(2010)
Demandez le programme est le troisième album de Agnès Bihl, sorti en 2007.

## Liste des titres
| No  | Titre                             | Auteur                                       | Durée |
| --- | --------------------------------- | -------------------------------------------- | ----- |
| 1.  | Demandez le programme             | Agnès Bihl / Giovanni Mirabassi Agnès Bihl   |       |
| 2.  | SOS bonheur                       | Agnès Bihl / Tom Poisson                     |       |
| 3.  | La Complainte de la mère parfaite | Agnès Bihl / Giovanni Mirabassi              |       |
| 4.  | Jamais + jamais                   | Agnès Bihl / Giovanni Mirabassi Agnès Bihl   |       |
| 5.  | I'm a Poor Lonesome Callgirl      | Agnès Bihl / Alexis HK                       |       |
| 6.  | Dans la rue                       | Agnès Bihl / Giovanni Mirabassi              |       |
| 7.  | Attention fragile                 | Agnès Bihl / Aldebert                        |       |
| 8.  | Touche pas à mon corps            | Agnès Bihl / Nicolas Montazaud               |       |
| 9.  | L'Ex de ma vie                    | Agnès Bihl / Giovanni Mirabassi / Agnès Bihl |       |
| 10. | La Petite Sirène                  | Agnès Bihl / Giovanni Mirabassi              |       |
| 11. | Mais où est donc Ornicar          | Agnès Bihl / Giovanni Mirabassi              |       |
| 12. | À nous les garçons                | Agnès Bihl / Nicolas Montazaud               |       |
| 13. | Philippe et toi                   | Agnès Bihl / Nicolas Montazaud               |       |
| 14. | 0%                                | Agnès Bihl / Giovanni Mirabassi / Agnès Bihl |       |